# ティリダテス2世
ティリダテス2世（Tiridates II、在位：紀元前31年頃 - 紀元前26年頃）は、アルサケス朝パルティアの王。フラーテス4世に対抗して反旗を翻し、一時王国の西半の支配権を握ったものの、最終的に敗れさった。

## 来歴
紀元前31年頃に反乱を起こし、フラーテス4世を破り、フラーテス4世はスキタイ人の下へと逃亡した。2年余り支配権を握ったが、紀元前29年にフラーテス4世がスキタイ人と共に反撃を開始し、ティリダテス2世は敗れてローマ領に逃走した。
ティリダテス2世はローマの権力者オクタヴィアヌスの支持を取り付けようとしたものの、オクタヴィアヌスは積極的にティリダテス2世を支援することはなかった。そのため独自に軍を再編して紀元前26年春に再びパルティアに舞い戻り、フラーテス4世を再び破ってバビロニアを手中にし、フラーテス4世の後宮も奪った。
この時ティリダテス2世は支配者としてコインを発行しており、それが現代発見されている。しかし、同年夏には再びフラーテス4世が反撃に転じ、バビロニアを喪失した。翌年、再反撃を試みたが、結局敗れ去りフラーテス4世の覇権が確立した。その後のティリダテス2世の消息は不明である。